# Rhopalozetes filiferus
Rhopalozetes filiferus är en kvalsterart som beskrevs av Sandór Mahunka 2005. Rhopalozetes filiferus ingår i släktet Rhopalozetes och familjen Microzetidae. Inga underarter finns listade i Catalogue of Life.